# Синегорье (Кировская область)
Синегорье — село в Нагорском районе Кировской области России, административный центр Синегорского сельского поселения.

## География
Село находится в лесах на севере области. Расположено у подножия холма на правом берегу Кобры в 45 км к северу от Нагорска и в 135 км к северо-востоку от Кирова.
Через село проходит тупиковая автодорога Слободской — Нагорск — Синегорье — Кобра — Орлецы, пересекающая реку по мосту вблизи южной окраины села. Имеются также местные дороги на запад в Мытьец, на юго-запад в Первомайск и лесовозные дороги. Железных дорог нет.

## Инфраструктура
Средняя общеобразовательная школа, библиотека, краеведческий музей, участковая амбулатория, почтовое отделение, отделение Сбербанка, магазины, хлебопекарня, лесхоз. Широко представлены предприятия лесозаготовки и грузоперевозок. Жилые дома не газифицированы.

## Население
| 2010 |
| ---- |
| 1150 |

Национальный состав: русские — 89 %, не указавшие национальную принадлежность — 5 %.

## История
Село основано в 1701 году. Прежние названия: Синяя Слуда, Вандышевское, Петропавловское, Синеглинье. Первая земская школа появилась в 1873 году, медпункт — в 1899 году. В 1928 году появился леспромхоз. В 1960 году к селу подведена гравийная дорога.

## Известные жители
- Костров, Ермил Иванович — русский переводчик, поэт.
- Васильева, Любовь Юрьевна — четырёхкратная паралимпийская чемпионка в лыжных гонках (2006, 2010).